# Preferente Madrid
La Primera Autonómica de Madrid —conocida como Regional Preferente de Madrid, Preferente Madrid y oficialmente como Primera División Autonómica de Madrid—, forma parte del sexto nivel de competición del sistema de ligas de España, y es la principal categoría regional de aficionados a nivel de clubes en la Comunidad de Madrid.
Estas divisiones regionales o territoriales, es el nombre genérico que se refiere a las categorías por debajo de la Tercera Federación (antes Tercera División de España) a nivel nacional. Su organización corre a cargo de las diecinueve federaciones territoriales (de ámbito autonómico) que integran la Real Federación Española de Fútbol. El número de divisiones, grupos y equipos participantes varía en cada comunidad autónoma. La organiza desde 1987 de forma provisional la Federación Madrileña de Fútbol (como delegación de la Real Federación Española de Fútbol), en 1988 se fundó de manera definitiva la Real Federación de Fútbol de Madrid (RFFM), tras suceder a la Federación Castellana de Fútbol (FCF) y Federación Regional Centro (FRC), quienes la organizaban desde la reestructuración del fútbol nacional en 1932. A lo largo de su historia tuvo diferentes denominaciones y fue interrumpida y reorganizada según diversos acontecimientos.

## Historia

### Denominaciones de la categoría
La denominación histórica y genérica de la competición es «Regional Preferente», no obstante, el nombre oficial de la competición se ha modificado a lo largo de los años en función del organismo rector, que es quien organiza sus diversos campeonatos. Así pues, ha contado con las siguientes denominaciones:
- Primera Regional Castellana (Desde 1932-33 hasta 1972-73). (Equipos de las provincias de Madrid, Ávila, Ciudad Real, Cuenca, Guadalajara, Segovia, Toledo, León, Salamanca, Soria, Valladolid y Zamora.

En 1950 la federación recuperó su nombre original y los equipos de las provincias de Valladolid y Salamanca, junto a los equipos Real Ávila C. F. y S. D. Gimnástica Segoviana, se integraron en la recién creada Federación Regional Oeste de Fútbol. 
En 1954 los equipos Real Ávila C. F. y S. D. Gimnástica Segoviana se reincorporaron a la federación.
- Primera Regional Preferente Castellana (Desde 1973-74 hasta 1986-87). (Equipos de las provincias de Madrid, Ávila, Segovia, Ciudad Real, Cuenca, Guadalajara y Toledo)

En 1986 los equipos de las provincias de Ávila y Segovia se integraron en la recién creada Real Federación de Castilla y León de Fútbol y los de las provincias de Ciudad Real, Cuenca, Guadalajara y Toledo en la también recién creada Federación de Fútbol de Castilla-La Mancha, quedando únicamente los de la provincia de Madrid.
En 1987 se disolvió la federación y todos los equipos se integraron en la recién creada Federación Madrileña de Fútbol.
- Regional Preferente de la Comunidad de Madrid (Desde 1987-88 hasta 2018-19). Comúnmente Regional Preferente de Madrid o Preferente de Madrid. (Equipos de la Comunidad de Madrid)
- Preferente Madrid (Desde 2019-20 hasta 2023-24). Comúnmente Preferente de Madrid.
- Primera División Autonómica de Madrid (Desde 2024-25) Comúnmente Primera Autonómica de Madrid.

### Evolución de las categorías
| Año       | 1.ª Categoría    | 2.ª Categoría              | 3.ª Categoría               | 4.ª Categoría                          | 5.ª Categoría                 | 6.ª Categoría        |
| --------- | ---------------- | -------------------------- | --------------------------- | -------------------------------------- | ----------------------------- | -------------------- |
| 1928-29   | Primera División | Segunda División (Grupo A) | Segunda División (Grupo B)  |                                        |                               |                      |
| 1929-34   | Primera División | Segunda División           | Tercera División            |                                        |                               |                      |
| 1934-36   | Primera División | Segunda División           | Primera Regional Castellana |                                        |                               |                      |
| 1939-40   | Primera División | Segunda División           | Primera Regional Castellana |                                        |                               |                      |
| 1940-41   | Primera División | Segunda División           | Tercera División            | Primera Regional Castellana            |                               |                      |
| 1941-43   | Primera División | Segunda División           | Primera Regional Castellana |                                        |                               |                      |
| 1943-77   | Primera División | Segunda División           | Tercera División            | Primera Regional Preferente Castellana |                               |                      |
| 1977-21   | Primera División | Segunda División           | Segunda División "B"        | Tercera División                       | Regional Preferente de Madrid |                      |
| 2021-Act. | Primera División | Segunda División           | Primera Federación          | Segunda Federación                     | Tercera Federación            | Preferente de Madrid |

- Nota: En 1977 se produjo la primera reestructuración del sistema, agregándose la Segunda División "B" como tercera categoría, desplazando a la Tercera División. La segunda reestructuración se produjo en 2021, agregándose una nueva categoría, la Primera Federación que desplazó a la Segunda División "B" y a la Tercera División, en adelante conocidas como Segunda Federación y Tercera Federación.

## Sistema de competición
La liga consiste en dos grupos de 20 equipos. Al término de la temporada los dos primeros equipos de cada grupo ascienden directamente a la Tercera división (Grupo VII). Además, los campeones de cada grupo, juegan la final de la categoría (la Copa Campeones de Preferente), a partido único, para proclamar al campeón absoluto, que en las temporadas 2018-19 y 2019-2020 se clasificaba para la Copa de S.M. El Rey de la siguiente temporada.
A partir de la temporada 2022-23 será el campeón de la Copa RFFM de Preferente quién dispute la Copa del Rey de esa misma temporada.
Los seis últimos de cada grupo (15.º, 16.º, 17.º, 18.º, 19.º y 20.º) bajan a Primera Regional.

## Primera Regional Castellana (1940-1973)
La Federación Castellana de Fútbol recoge el testigo de la antigua Federación Regional Centro desde al año 1932 para organizar las competiciones regionales de los clubes adscritos a dicha Federación.
Desde los comienzos de la Asociación Madrileña de Clubs de Foot-Ball (AMCF), y después con la Federación Regional Centro desde 1913 hasta 1932, para continuar con la Federación Castellana de Fútbol. 
Desde 1932 hasta 1941, se organizaba el Campeonato Regional Centro, y la Copa Federación Centro. Asimismo se encargaba de organizar las diferente Competiciones Regionales.
Cuando se dejó de organizar el Campeonato Regional Centro en que participaban clubes de categoría nacional, coincidiendo con el final de la guerra civil española y viendo que no tenía sentido esta competición regional, con la llegada de la Competición nacional desde 1928 Liga española de fútbol, desde la temporada año 1940-41 en adelante la primera competición regional se denominaría 1.ª Regional Ordinaria Castellana hasta la temporada 1972-73, en que se crea la Primera Regional Preferente Castellana en la temporada 1973-74, con un grupo único hasta la temporada 1982-83 y con dos grupos después de esa fecha. 
La 1.ª Regional Ordinaria Castellana se mantuvo después de la temporada 1972-73 durante el tiempo hasta nuestros días, pero al crearse en la temporada 1973-74 la categoría de Preferente, la 1.ª Regional Ordinaria Castellana pasó a ser la segunda categoría en importancia.
La 1.ª Regional Ordinaria Castellana se dividía en dos grupos, y al final se jugaba eliminatoria entre los dos campeones o bien se realizaba una segunda fase con los primeros de cada grupo para proclamar al campeón de la categoría.
Asimismo, el campeón de la categoría o los primeros clasificados, disputaban el ascenso a 3.ª División y los peores clasificados disputaban el no perder la categoría.
| Primera Regional Castellana | Primera Regional Castellana | Primera Regional Castellana   | Primera Regional Castellana | Primera Regional Castellana      | Primera Regional Castellana |
| Edición                     | Temp.                       | Campeón Grupo 1 o Grupo único | Campeón Grupo 2             | Campeón (Ascenso a 3.ª División) | Notas                       |
| --------------------------- | --------------------------- | ----------------------------- | --------------------------- | -------------------------------- | --------------------------- |
| I                           | 1940-41                     | A. D. Ferroviaria             | -                           | A. D. Ferroviaria                |                             |
| II                          | 1941-42                     | R. S. D. Alcalá               | Imperio C. F.               | Imperio C. F.                    |                             |
| III                         | 1942-43                     | C. D. Toledo                  | C.D. Mediodía               | R. S. D. Alcalá                  |                             |
| IV                          | 1943-44                     | C. D. Mediodía                | -                           | C. D. Mediodía                   |                             |
| V                           | 1944-45                     | R. S. D. Alcalá               | -                           | R. S. D. Alcalá                  |                             |
| VI                          | 1945-46                     | C. D. Fuyma                   | -                           | C. D. Fuyma                      |                             |
| VII                         | 1946-47                     | A. R. Chamberí                | -                           | A. R. Chamberí                   |                             |
| VIII                        | 1947-98                     | C. D. Electrodo               | -                           | C. D. Electrodo                  |                             |
| IX                          | 1948-49                     | R. S. D. Alcalá               | C. D. Amparo                | R. S. D. Alcalá                  |                             |
| X                           | 1949-50                     | C. D. Electrodo               | C. D. Cuatro Caminos        | C. D. Leganés                    |                             |
| XI                          | 1950-51                     | U. D. San Lorenzo             | -                           | U. D. San Lorenzo                |                             |
| XII                         | 1951-52                     | U. D. Girod                   | R. S. D. Alcalá             | U. D. Girod                      |                             |
| XIII                        | 1952-53                     | C. D. Marconi                 | Real Aranjuez               | C. D. Marconi                    |                             |
| XIV                         | 1953-54                     | C. D. Leganés                 | -                           | C. D. Leganés                    |                             |
| XV                          | 1954-55                     | C. D. Parque Móvil            | R. C. D. Carabanchel        | C. D. Parque Móvil               |                             |
| XVI                         | 1955-56                     | C. D. Agromán                 | C. D. Femsa                 | C. D. Agromán                    |                             |
| XVII                        | 1956-57                     | C. D. Manufacturas Metálicas  | -                           | C. D. Manufacturas Metálicas     |                             |
| XVIII                       | 1957-58                     | Madrileño C. F.               | -                           | Madrileño C. F.                  |                             |
| XIX                         | 1958-59                     | U. D. San Lorenzo             | -                           | U. D. San Lorenzo                |                             |
| XX                          | 1959-60                     | R. S. D. Alcalá               | -                           | R. S. D. Alcalá                  |                             |
| XXI                         | 1960-61                     | R. C. D. Carabanchel          | -                           | R. C. D. Carabanchel             |                             |
| XXII                        | 1961-62                     | Gimnástica Segoviana C. F.    | -                           | Gimnástica Segoviana C. F.       |                             |
| XXIII                       | 1962-63                     | C. D. Toledo                  | -                           | C. D. Toledo                     |                             |
| XXIV                        | 1963-64                     | C. D. Colonia Moscardó        | -                           | C. D. Colonia Moscardó           |                             |
| XXV                         | 1964-65                     | Real Aranjuez                 | -                           | Real Aranjuez                    |                             |
| XXVI                        | 1965-66                     | C. D. Quintanar               | -                           | C. D. Quintanar                  |                             |
| XXVII                       | 1966-67                     | C. D. Pegaso                  | -                           | C. D. Pegaso                     |                             |
| XXVIII                      | 1967-68                     | C. D. Fuencarral              | -                           | C. D. Fuencarral                 |                             |
| XXIX                        | 1968-69                     | C. D. Toledo                  | -                           | C. D. Toledo                     |                             |
| XXX                         | 1969-70                     | Club Getafe Deportivo         | -                           | Club Getafe Deportivo            |                             |
| XXXI                        | 1970-71                     | S. R. Boetticher              | -                           | S. R. Boetticher                 |                             |
| XXXII                       | 1971-72                     | A. D. Torrejón                | -                           | A. D. Torrejón                   |                             |
| XXXIII                      | 1972-73                     | R. C. D. Carabanchel          | -                           | R. C. D. Carabanchel             |                             |

## Primera Regional Preferente Castellana (1973-1987)
La primera edición se disputó en la temporada 1973-74, con el nombre de Primera Regional Preferente Castellana. De la 1973-74 a la 1982-83 había un grupo único y desde la temporada 1983-84 se dividió en dos grupos.
La competición la organizaba la Federación Castellana de Fútbol.
| I    | 1973-74 | A. D. Torrejón     | -                           |
| II   | 1974-75 | Talavera C. F.     | -                           |
| III  | 1975-76 | C. F. Valdepeñas   | -                           |
| IV   | 1976-77 | C. D. Leganés      | -                           |
| V    | 1977-78 | C. D. San Fernando | -                           |
| VI   | 1978-79 | A. D. Alcorcón     | -                           |
| VII  | 1979-80 | U. B. Conquense    | -                           |
| VIII | 1980-81 | Real Ávila C. F.   | -                           |
| IX   | 1981-82 | A. D. Tarancón     | -                           |
| X    | 1982-83 | A. D. Arganda      | -                           |
| XI   | 1983-84 | C. D. Fuensalida   | C. F. Gimnástico de Alcázar |
| XII  | 1984-85 | Atlético Valdemoro | Tomelloso C. F.             |
| XIII | 1985-86 | Getafe C. F.       | A. D. Maravillas            |
| XIV  | 1986-87 | C. D. Móstoles     | C. D. San Fernando          |

## Regional Preferente de Madrid (1987-presente)
Desde la creación de la Real Federación de Fútbol de Madrid (RFFM), creada de manera provisional en 1987 como Federación Madrileña de Fútbol (FMF), los equipos participantes en las categorías regionales, son exclusivamente pertenecientes a la Comunidad de Madrid. 
En esta etapa la Regional Preferente se divide en dos grupos, teniendo un campeón cada grupo, inagurandose la competición en la temporada 1987-88. Siendo la máxima categoría del fútbol regional, solo un escalón por debajo de la categoría nacional, la Tercera División de España, actual Tercera Federación. 
Se tiene conocimiento que desde la temporada 2009-10 se designa anualmente al campeón absoluto mediante la Copa de Campeones de Preferente, en la que participan, al final de la temporada, los campeones de los dos grupos en que se divide la categoría.
| Regional Preferente de Madrid | Regional Preferente de Madrid | Regional Preferente de Madrid        | Regional Preferente de Madrid    | Regional Preferente de Madrid | Regional Preferente de Madrid |  |
| Edición                       | Temp.                         | Campeón Grupo 1                      | Campeón Grupo 2                  | Copa de Campeones             | Notas |  |
| ----------------------------- | ----------------------------- | ------------------------------------ | -------------------------------- | ----------------------------- | --- |  |
| I                             | 1987-88                       | C. D. Ciempozuelos                   | Vallecas C. F.                   |                               | - Se instaura la competición. |  |
| II                            | 1988-89                       | S. R. Villaverde Boetticher          | A. D. Torrejón                   |                               | |  |
| III                           | 1989-90                       | A. D. El Pardo                       | A. D. Alcorcón                   |                               | |  |
| IV                            | 1990-91                       | C. D. San Fernando                   | S. R. Villaverde Boetticher      |                               | |  |
| V                             | 1991-92                       | A. D. Colmenar Viejo                 | C. D. El Álamo                   |                               | - Primera vez que no hay un campeón de Madrid Capital.                                                                              |  |
| VI                            | 1992-93                       | A. D. Alcobendas                     | A. D. Alcorcón                   |                               | |  |
| VII                           | 1993-94                       | C. D. Fuencarral                     | A. D. Orcasitas                  |                               | - Primera vez que los dos equipos campeones son del mismo municipio.                                                                |  |
| VIII                          | 1994-95                       | R. S. D. Alcalá                      | Club Polideportivo Amorós        |                               | |  |
| IX                            | 1995-96                       | C. D. Vicálvaro                      | C. D. Fortuna                    |                               | |  |
| X                             | 1996-97                       | Las Rozas C. F.                      | C. D. A. Navalcarnero            |                               | |  |
| XI                            | 1997-98                       | Aravaca C. F.                        | Getafe C. F. "B"                 |                               | |  |
| XII                           | 1998-99                       | Atlético Cercedilla                  | A. D. Alcorcón                   |                               | |  |
| XIII                          | 1999-00                       | Rayo Majadahonda                     | A. D. Parla                      |                               | |  |
| XIV                           | 2000-01                       | A. D. Torrejón                       | A. D. Orcasitas                  |                               | |  |
| XV                            | 2001-02                       | Aravaca C. F.                        | C. D. Fortuna                    |                               | |  |
| XVI                           | 2002-03                       | Tornado F. C.                        | C. D. Ciempozuelos               |                               | |  |
| XVII                          | 2003-04                       | C. D. Cobeña                         | Getafe C. F. "B"                 |                               | |  |
| XVIII                         | 2004-05                       | C. U. Collado Villalba               | R. C. D. Carabanchel             |                               | |  |
| XIX                           | 2005-06                       | Soto de Alcobendas C. F.             | C. D. Puerta Bonita              |                               | |  |
| XX                            | 2006-07                       | A. D. Torrejón C. F.                 | A. D. Villaviciosa de Odón       |                               | |  |
| XXI                           | 2007-08                       | S. A. D. Galáctico Pegaso            | C. D. Colonia Ofigevi            |                               | |  |
| XXII                          | 2008-09                       | C. D. San Fernando                   | A. D. Arganda                    |                               | |  |
| XXIII                         | 2009-10                       | Las Rozas C. F.                      | C. D. Puerta Bonita              | C. D. Puerta Bonita           | - Primer campeón, que se tiene conocimiento, del Trofeo de Campeones de Preferente.                                                 |  |
| XXIV                          | 2010-11                       | C. D. Vicálvaro                      | C. D. Colonia Moscardó           | C. D. Vicálvaro               | |  |
| XXV                           | 2011-12                       | C. U. Collado Villalba               | Real Aranjuez C. F.              | Real Aranjuez C. F.           | |  |
| XXVI                          | 2012-13                       | Aravaca C. F.                        | C. D. Vicálvaro                  | C. D. Vicálvaro               | |  |
| XXVII                         | 2013-14                       | Alcobendas-Levitt C. F.              | C. D. Móstoles URJC              | C. D. Móstoles URJC           | |  |
| XXVIII                        | 2014-15                       | Aravaca C. F.                        | C. D. Colonia Moscardó           | Aravaca C. F.                 | |  |
| XXIX                          | 2015-16                       | F. C. Villanueva del Pardillo        | S. R. Villaverde Boetticher      | S. R. Villaverde Boetticher   | |  |
| XXX                           | 2016-17                       | A. D. Colmenar Viejo                 | C. P. Parla Escuela              | C. P. Parla Escuela           | |  |
| XXXI                          | 2017-18                       | Las Rozas C. F.                      | R. C. D. Carabanchel             | R. C. D. Carabanchel          | |  |
| XXXII                         | 2018-19                       | E. D. Moratalaz                      | C. D. El Álamo                   | C. D. El Álamo                | - El campeón de la Copa de Campeones se clasifica para la Copa del Rey.                                                             |  |
| XXXIII                        | 2019-20                       | A. D. Complutense Alcalá             | Móstoles C. F.                   | Móstoles C. F.                | - Cambio de denominación a Copa de Campeones de Preferente. - El campeón de la Copa de Campeones se clasifica para la Copa del Rey. |  |
| XXXIV                         | 2020-21                       | C. D. Galapagar                      | C. D. E. Ursaria                 | C. D. E. Ursaria              | |  |
| XXXV                          | 2021-22                       | C. D. Canillas                       | RSC Internacional F. C.          | RSC Internacional F. C.       | |  |
| XXXVI                         | 2022-23                       | C. D. F. Tres Cantos                 | C. D. Colonia Moscardó           | C. D. Colonia Moscardó        | |  |
| XXXVII                        | 2023-24                       | A. D. Cala Pozuelo                   | R. C. D. Carabanchel             |                               | - Dejó de disputarse la Copa de Campeones.                                                                                          |  |
| XXXVIII                       | 2024-25                       | U. D. San Sebastián de los Reyes "B" | S. A. D. Racing Ciudad de Madrid |                               | |  |

## Copa de Campeones de Preferente de Madrid (Desde la Temp. 2009-10 hasta la 2022-23)
Se tiene conocimiento desde la temporada 2009-10 de la existencia de la competición, para definir al campeón absoluto de la categoría, en la que participan, al final de la temporada, los campeones de los dos grupos. 
En las temporadas 2018-19 y 2019-20, el ganador de la competición se clasificaba para la Previa Interterritorial de la Copa del Rey de la siguiente temporada. 
Desde su primera edición hasta 2018-19 se denominó Torneo de Campeones de Preferente de Madrid, adquiriendo la actual denominación en la temporada 2019-20.
En la temporada 2023-24 no se jugó la competición, por lo que la de la temporada anterior es la última disputada.

### Ediciones
| Edición | Temporada | Campeón                           | Resultado      | Subcampeón                    | Notas |
| ------- | --------- | --------------------------------- | -------------- | ----------------------------- | --- |
| I       | 2009-10   | C. D Puerta Bonita                | -              | Las Rozas C. F.               | - Primera temporada que se tiene conocimiento del Torneo de Campeones de Preferente, para designar al campeón absoluto.                                                             |
| II      | 2010-11   | C. D. Vicálvaro                   | 3-0            | C. D. Colonia Moscardó        | - Primera vez que el campeonato se disputa entre equipos del mismo municipio. |
| III     | 2011-12   | Real Aranjuez C. F.               | 2-2 (3:0 pen.) | C. U. Collado Villalba        | |
| IV      | 2012-13   | C. D. Vicálvaro                   | 1-1 (4:1 pen.) | Aravaca C. F.                 | - Primera vez que un equipo, el C. D. Vicálvaro, disputa dos veces la competición; así como que un equipo consigue dos veces el campeonato.                                         |
| V       | 2013-14   | C. D. Móstoles URJC               | 2-1            | Alcobendas-Levitt C. F.       | |
| VI      | 2014-15   | Aravaca C. F.                     | 3-0            | C. D. Colonia Moscardó        | |
| VII     | 2015-16   | S. R. Villaverde-Boetticher C. F. | 0-0 (4:2 pen.) | F. C. Villanueva del Pardillo | |
| VIII    | 2016-17   | C. P. Parla Escuela               | 2-1            | A. D. Colmenar Viejo          | |
| IX      | 2017-18   | R. C. D. Carabanchel              | 1-0            | Las Rozas C. F.               | |
| X       | 2018-19   | C. D. El Álamo                    | 4-2            | E. D. Moratalaz               | - El ganador se clasifica para la Previa Interterritorial de la Copa del Rey de la siguiente temporada.                                                                             |
| XI      | 2019-20   | Móstoles C. F.                    | 0-0 (6:5 pen.) | A. D. Complutense Alcalá      | - La competición pasa a llamarse Copa de Campeones de Preferente de Madrid. - El ganador se clasifica para la Previa Interterritorial de la Copa del Rey de la siguiente temporada. |
| XII     | 2020-21   | C. D. E. Ursaria                  | 1-0            | C. D. Galapagar               | |
| XIII    | 2021-22   | RSC Internacional F. C.           | 1-1 (3:2 pen.) | C. D. Canillas                | |
| XIV     | 2022-23   | C. D. Colonia Moscardó            | 2-1            | C. D. F. Tres Cantos          | - Primera vez que un equipo, el C. D. Colonia Moscardó, disputa tres veces la competición.                                                                                          |

### Palmarés
| Equipo                            | Finales | Títulos | Subc. | Años campeonato(s) | Años subcampeonato(s) |
| --------------------------------- | ------- | ------- | ----- | ------------------ | --------------------- |
| C. D. Vicálvaro                   | 2       | 2       | -     | 2010-11 y 2012-13. | -                     |
| C. D. Colonia Moscardó            | 3       | 1       | 2     | 2022-23            | 2010-11 y 2014-15.    |
| Aravaca C. F.                     | 2       | 1       | 1     | 2014-15            | 2012-13               |
| C. D. Puerta Bonita               | 1       | 1       | -     | 2009-10            | -                     |
| Real Aranjuez C. F.               | 1       | 1       | -     | 2011-12            | -                     |
| C. D. Móstoles URJC               | 1       | 1       | -     | 2013-14            | -                     |
| S. R. Villaverde-Boetticher C. F. | 1       | 1       | -     | 2015-16            | -                     |
| C. P. Parla Escuela               | 1       | 1       | -     | 2016-17            | -                     |
| R. C. D. Carabanchel              | 1       | 1       | -     | 2017-18            | -                     |
| C. D. El Álamo                    | 1       | 1       | -     | 2018-19            | -                     |
| Móstoles C. F.                    | 1       | 1       | -     | 2019-20            | -                     |
| C. D. E. Ursaria                  | 1       | 1       | -     | 2020-21            | -                     |
| RSC Internacional F. C.           | 1       | 1       | -     | 2021-22            | -                     |
| Las Rozas C. F.                   | 2       | -       | 2     | -                  | 2009-10 y 2017-18.    |
| C. U. Collado Villalba            | 1       | -       | 1     | -                  | 2011-12               |
| Alcobendas-Levitt C. F.           | 1       | -       | 1     | -                  | 2013-14               |
| F. C. Villanueva del Pardillo     | 1       | -       | 1     | -                  | 2015-16               |
| A. D. Colmenar Viejo              | 1       | -       | 1     | -                  | 2016-17               |
| E. D. Moratalaz                   | 1       | -       | 1     | -                  | 2018-19               |
| A. D. Complutense Alcalá          | 1       | -       | 1     | -                  | 2019-20               |
| C. D. Galapagar                   | 1       | -       | 1     | -                  | 2020-21               |
| C. D. Canillas                    | 1       | -       | 1     | -                  | 2021-22               |
| C. D. F. Tres Cantos              | 1       | -       | 1     | -                  | 2022-23               |

### Títulos por municipios
| Municipio               | Títulos | Subtítulo | Campeones | Subcampeones                                                                             |
| ----------------------- | ------- | --------- | --- | ---------------------------------------------------------------------------------------- |
| Madrid                  | 9       | 5         | C. D. Vicálvaro (2), C. D. Puerta Bonita (1), Aravaca C. F. (1), S. R. Villaverde-Boetticher C. F. (1), Real Carabanchel (1), C. D. E. Ursaria(1) (1), RSC Internacional F. C. (1) y C. D. Colonia Moscardó (1). | C. D. Colonia Moscardó (2), Aravaca C. F. (1), E. D. Moratalaz (1) y C. D. Canillas (1). |
| Móstoles                | 2       | -         | C. D. Móstoles URJC (1) y Móstoles C. F. (1) | -                                                                                        |
| Aranjuez                | 1       | -         | Real Aranjuez C. F. (1) | -                                                                                        |
| Parla                   | 1       | -         | C. P. Parla Escuela (1) | -                                                                                        |
| El Álamo                | 1       | -         | C. D. El Álamo (1) | -                                                                                        |
| Las Rozas de Madrid     | -       | 2         | - | Las Rozas C. F. (2)                                                                      |
| Collado Villalba        | -       | 1         | - | C. U. Collado Villalba (1)                                                               |
| Alcobendas              | -       | 1         | - | Alcobendas-Levitt C. F. (1)                                                              |
| Villanueva del Pardillo | -       | 1         | - | F. C. Villanueva del Pardillo (1)                                                        |
| Colmenar Viejo          | -       | 1         | - | A. D. Colmenar Viejo (1)                                                                 |
| Alcalá de Henares       | -       | 1         | - | A. D. Complutense Alcalá (1)                                                             |
| Galapagar               | -       | 1         | - | C. D. Galapagar (1)                                                                      |
| Tres Cantos             | -       | 1         | - | C. D. F. Tres Cantos (1)                                                                 |

### Temporadas
Temporada 2022-23
Se disputó, el día 18/6/2023, en el Campo Valdebernardo de Madrid.
Final
| Local                  | Resultado | Visitante            |
| ---------------------- | --------- | -------------------- |
| C. D. Colonia Moscardó | 2–1       | C. D. F. Tres Cantos |

| Campeón Club Deportivo Colonia Moscardó 1.° título |

Temporada 2021-22
Se disputó, el día 16/6/2022, en los Campos de fútbol Ernesto Cotorruelo de Madrid.
Final
| Local          | Resultado      | Visitante               |
| -------------- | -------------- | ----------------------- |
| C. D. Canillas | 1–1 (2:3 pen.) | RSC Internacional F. C. |

| Campeón RSC Internacional Fútbol Club 1.° título |

Temporada 2020-21
Se disputó, el día 27/6/2021, en el Campo Valdebernardo de Madrid.
Final
| Local           | Resultado | Visitante        |
| --------------- | --------- | ---------------- |
| C. D. Galapagar | 0–1       | C. D. E. Ursaria |

| Campeón Club Deportivo Elemental Ursaria 1.° título |

Temporada 2019-20
Se disputó, el día 11/10/2020, en el Campo García de la Mata de Madrid.
Final
| Local                    | Resultado      | Visitante      |
| ------------------------ | -------------- | -------------- |
| A. D. Complutense Alcalá | 0–0 (5:6 pen.) | Móstoles C. F. |

| Campeón Móstoles Club de Fútbol 1.° título |

Temporada 2018-19
Se disputó, el día 9/6/2019, en el Campo García de la Mata de Madrid.
Final
| Local           | Resultado | Visitante      |
| --------------- | --------- | -------------- |
| E. D. Moratalaz | 2–4       | C. D. El Álamo |

| Campeón Club Deportivo El Álamo 1.° título |

Temporada 2017-18
Se disputó, el día 5/6/2018, en el Campo de La Mina de Madrid.
Final
| Local                | Resultado | Visitante       |
| -------------------- | --------- | --------------- |
| R. C. D. Carabanchel | 1–0       | Las Rozas C. F. |

| Campeón Real Club Deportivo Carabanchel 1.° título |

Temporada 2016-17
Se disputó, el día 11/6/2017, en el campo municipal de deportes Alberto Ruiz de Colmenar Viejo.
Final
| Local                | Resultado | Visitante           |
| -------------------- | --------- | ------------------- |
| A. D. Colmenar Viejo | 1–2       | C. P. Parla Escuela |

| Campeón Club Polideportivo Parla Escuela 1.° título |

Temporada 2015-16
Se disputó, el día 12/6/2016, en la Ciudad Deportiva Boetticher de Madrid.
Final
| Local                             | Resultado      | Visitante                     |
| --------------------------------- | -------------- | ----------------------------- |
| S. R. Villaverde-Boetticher C. F. | 0–0 (4:2 pen.) | F. C. Villanueva del Pardillo |

| Campeón S. R. Villaverde-Boetticher C. F. 1.° título |

Temporada 2014-15
Se disputó, el día 13/6/2015, en el Estadio Román Valero de Madrid.
Final
| Local                  | Resultado | Visitante     |
| ---------------------- | --------- | ------------- |
| C. D. Colonia Moscardó | 0–3       | Aravaca C. F. |

| Campeón Aravaca Club de Fútbol 1.° título |

Temporada 2013-14
Se disputó, el día 15/6/2014, en el Estadio Municipal de El Soto de Móstoles.
Final
| Local               | Resultado | Visitante               |
| ------------------- | --------- | ----------------------- |
| C. D. Móstoles URJC | 2–1       | Alcobendas-Levitt C. F. |

| Campeón Club Deportivo Móstoles U.R.J.C. 1.° título |

Temporada 2012-13
Se disputó, el día 16/6/2013, en el Estadio Vicálvaro de Madrid.
Final
| Local           | Resultado      | Visitante     |
| --------------- | -------------- | ------------- |
| C. D. Vicálvaro | 1–1 (4:1 pen.) | Aravaca C. F. |

| Campeón Club Deportivo Vicálvaro 2.° título |

Temporada 2011-12
Se disputó, el día 10/6/2012, en el Estadio Municipal El Deleite de Aranjuez.
Final
| Local                  | Resultado      | Visitante           |
| ---------------------- | -------------- | ------------------- |
| C. U. Collado Villalba | 2–2 (0:3 pen.) | Real Aranjuez C. F. |

| Campeón Real Aranjuez Club de Fútbol 1.° título |

Temporada 2010-11
Se disputó, el día 12/6/2011, en el Estadio Vicálvaro de Madrid.
Final
| Local           | Resultado | Visitante              |
| --------------- | --------- | ---------------------- |
| C. D. Vicálvaro | 3–0       | C. D. Colonia Moscardó |

| Campeón Club Deportivo Vicálvaro 1.° título |

Temporada 2009-10

Final
| Local        | Resultado | Visitante    |
| ------------ | --------- | ------------ |
| Bandera de ? | -         | Bandera de ? |

| Campeón Club Deportivo Puerta Bonita 1.° título |

## Copa RFFM de Preferente de Madrid (Desde la Temp. 2021-22 hasta presente)
La Copa RFFM de Preferente de Madrid, es una competición oficial, anual, en la que participan los ocho mejores equipos clasificados, desde la temporada 2022-23 no filiales, de la temporada anterior (cuatro equipos por cada grupo en que se divide la categoría), exceptuando los ascendidos a la Tercera RFEF.
La Copa da inicio a las competiciones de la categoría. La primera edición del torneo se disputó en la temporada 2021-22.
El torneo se disputa en dos grupos de cuatro equipos y en liguilla, a una vuelta, en tres jornadas. Los primeros de cada grupo se clasifican para jugar la final, a partido único.
Hay que recordar que en la temporada 2021-22 no se pudo reflejar en las Bases de Competición, al estar ya aprobadas en Asamblea General, el cambio de criterio de la Real Federación Española de Fútbol en la Copa RFFM de Preferente y premiar al campeón con la plaza de clasificación para la previa de la Copa del Rey con un equipo regional no ascendido. 
En la temporada 2021-22 la plaza se adjudicó, de forma automática, al C. F. San Agustín de Guadalix que fue tercero en el grupo 1, ya que el tercero del grupo 2, C. D. C. Moscardó, recibió el 23 de julio de 2021 la notificación de ascenso a Tercera RFEF por arrastre en descenso del F. C. Villanueva del Pardillo por filialidad con Las Rozas C. F.
Curiosamente, el San Agustín del Guadalix fue el campeón en la primera Copa RFFM de Preferente.
Desde la temporada 2022-23, el campeón de la Copa RFFM de Preferente se clasifica para la Ronda Previa Interterritorial de la Copa del Rey de esa misma temporada. 
En la temporada 2024-25 el formato cambió, siendo en eliminatorias a único partido por sorteo, jugándose todas las categorías del fútbol aficionado madrileño, desde Segunda aficionado, hasta Primera División Preferente, proclamándose por primera vez campeón, en este formato el C. F. Inter de Valdemoro.

### Ediciones
| Copa RFFM de Preferente / Copa RFFM Primera División Autonómica | Copa RFFM de Preferente / Copa RFFM Primera División Autonómica | Copa RFFM de Preferente / Copa RFFM Primera División Autonómica | Copa RFFM de Preferente / Copa RFFM Primera División Autonómica | Copa RFFM de Preferente / Copa RFFM Primera División Autonómica | Copa RFFM de Preferente / Copa RFFM Primera División Autonómica | Copa RFFM de Preferente / Copa RFFM Primera División Autonómica |
| Edición                                                         | Temp.                                                           | Campeón                                                         | Resultado                                                       | Subcampeón                                                      | Notas | Ref.                                                            |
| --------------------------------------------------------------- | --------------------------------------------------------------- | --------------------------------------------------------------- | --------------------------------------------------------------- | --------------------------------------------------------------- | --- | --------------------------------------------------------------- |
| I                                                               | 2021-22                                                         | C. F. San Agustín de Guadalix                                   | 1-1 (9:8 pen.)                                                  | La Moraleja C. F.                                               | - Se instaura la competición. - Primera, y única vez, que equipos filiales disputan el campeonato.                                                                       | [ 32 ] [ 33 ]                                                   |
| II                                                              | 2022-23                                                         | C. D. Los Yébenes San Bruno                                     | 2-1 (t.s.)                                                      | Atlético de Pinto                                               | - A partir de esta edición el campeón se clasifica para la Copa del Rey.                                                                                                 | [ 34 ] [ 35 ]                                                   |
| III                                                             | 2023-24                                                         | C. U. Zona Norte                                                | 2-0                                                             | E. D. Moratalaz                                                 | - Primera vez que la final se disputa entre equipos del mismo municipio.                                                                                                 | [ 36 ] [ 37 ]                                                   |
| IV                                                              | 2024-25                                                         | C. P. Parla Escuela-Fair Play                                   | 3-0                                                             | C. F. San Agustín de Guadalix                                   | - La competición pasa a llamarse Copa RFFM Primera División Autonómica                                                                                                   | [ 39 ] [ 40 ]                                                   |
| Copa RFFM de Aficionado                                         |                                                                 |                                                                 |                                                                 |                                                                 | |                                                                 |
| Edición                                                         | Temp.                                                           | Campeón                                                         | Resultado                                                       | Subcampeón                                                      | Notas | Ref.                                                            |
| I                                                               | 2024-25                                                         | C. F. Inter de Valdemoro                                        | 1-0                                                             | E. D. Moratalaz                                                 | - La competición pasa a llamarse Copa RFFM de Aficionados y cambia el formato de la competición jugándose en varias rondas clasificatorias hasta llegar a una final four | [ 41 ]                                                          |

### Palmarés
| Equipo                        | Finales | Campeonatos | Temporadas | Subcampeonatos | Temporadas         |
| ----------------------------- | ------- | ----------- | ---------- | -------------- | ------------------ |
| C. F. San Agustín de Guadalix | 2       | 1           | 2021-22.   | 1              | 2024-24.           |
| C. D. Los Yébenes San Bruno   | 1       | 1           | 2022-23.   | -              | -                  |
| C. U. Zona Norte              | 1       | 1           | 2023-24.   | -              | -                  |
| C. P. Parla Escuela-Fair Play | 1       | 1           | 2024-24.   | -              | -                  |
| C. F. Inter de Valdemoro      | 1       | 1           | 2024-25.   | -              | -                  |
| La Moraleja C. F.             | 1       | -           | -          | 1              | 2021-22.           |
| Atlético de Pinto             | 1       | -           | -          | 1              | 2022-23.           |
| E. D. Moratalaz               | 2       | -           | -          | 2              | 2023-24 y 2024-25. |

### Títulos por municipios
| Municipio               | Títulos | Subtítulos | Campeones                                              | Subcampeones                      |
| ----------------------- | ------- | ---------- | ------------------------------------------------------ | --------------------------------- |
| Madrid                  | 2       | 2          | C. D. Los Yébenes San Bruno (1) y C. U. Zona Norte (1) | E. D. Moratalaz (2)               |
| San Agustín de Guadalix | 1       | 1          | C. F. San Agustín de Guadalix (1)                      | C. F. San Agustín de Guadalix (1) |
| Parla                   | 1       | -          | C. P. Parla Escuela-Fair Play (1)                      | -                                 |
| Valdemoro               | 1       | -          | C. F. Inter de Valdemoro (1)                           | -                                 |
| Alcobendas              | -       | 1          | -                                                      | La Moraleja C. F. (1)             |
| Pinto                   | -       | 1          | -                                                      | Atlético de Pinto (1)             |

### Temporadas
Temporada 2025-26
En esta edición cambia tanto su formato como su denominación y pasa a llamarse Copa RFFM de Aficionado en la que tendrá una Primera ronda previa que la jugarán los campeones del curso pasado 2024-25 de los 16 grupos de la antigua Segunda Aficionados. 
El Campeón de la final será el equipo que la RFFM propondrá para disputar la fase previa de la Copa de S.M. El Rey.
Equipos clasificados
| Primera División Autonómica 2024-25 | Preferente 2024-25 | Primera Aficionado 2024-25 | Segunda Aficionado 2024-25 |
| --- | --- | --- | --- |
| A. D. Colmenar Viejo 3.º (Gr.1) C. F. San Agustín de Guadalix 4.º (Gr.1) Unión Zona Norte 6.º (Gr.1) Real Aranjuez C. F. 3.º (Gr.2) U. D. Usera 4.º (Gr.2) A. D. Villaviciosa de Odón 5.º (Gr.2) C. D. Vicálvaro 6.º (Gr.2) | C. D. Villanueva de La Cañada 1.º (Gr.1) D. A. V. Santa Ana 4.º (Gr.1) C. E. F. Concepción 1.º (Gr.2) A. D. Complutense Alcalá 2.º (Gr.2) A. D. Arganda 1.º (Gr.3) A. D. Orcasitas 2.º (Gr.3) E. M. F. Aluche 1.º (Gr.4) C. D. Griñón 2.º (Gr.4) | C. D. El Escorial 2.º (Gr.1) A. D. FUNDACIÓN 2.º (Gr.2) A. D. ESPERANZA 1.º (Gr.3) A. D. LA PLATA-TR82 1.º (Gr.4) A. D. NUEVO BAZTÁN 1.º (Gr.5) Pasillo Verde Arganzuela 2.º (Gr.6) C. D. M. ARROYOMOLINOS 1.º (Gr.7) C. D. ATLÉTICO CAÑADA ALCORCÓN 1.º (Gr.8) | A. D. EL REAL DE MANZANARES 1.º (Gr.2) CDE ARGENTINO DE FÚTBOL 1.º (Gr.4) VILLALBILLA C.F. 1.º (Gr.5) UNIÓN DEPORTIVA LA POVEDA 1.º (Gr.6) CDE INTERNATIONAL SOCCER PROMISES 1.º (Gr.10) C.D. VILLAMANTA 1.º (Gr.11) C.D. NAVAS DEL REY 1.º (Gr.12) CDE NUEVO VILLANUEVA DEL PARDILLO 2.º (Gr.13) A.D. EL PARDO 1.º (Gr.14) C.D. RUPE SAHAGUN 1.º (Gr.15) C.D.E. CHAMARTÍN ATHLETIC 1.º (Gr.16) U.D. LA PAZ VALLEHERMOSO 1.º (Gr.17) C.D. SPORT VILLA DE VALLECAS 1.º (Gr.18) C.D. SAN CRISTOBAL DE LOS ANGELES 1.º (Gr.19) A.D. ESCUELA DE FUTBOL USERA 1.º (Gr.20) C.D. JUVENTUD LOS CARMENES 1.º (Gr.22) |

Leyenda: (PDA) Primera División Autonómica, (P) Preferente, (1.º) Primera, (2.º) Segunda.

Eliminatoria previa
Temporada 2024-25
En esta edición cambia tanto su formato como su denominación y pasa a llamarse Copa RFFM de Aficionado en la que tendrá una Primera ronda previa que la jugarán los campeones del curso pasado 2023-24 de los 16 grupos de la antigua Tercera Aficionados.- Los encuentros se disputarán el día 23 de octubre de 2024 a las 20 horas. Una segunda RONDA (Dieciseisavos de final).- Los encuentros se disputarán el día 20 de noviembre de 2024 a las 20 horas. Una tercera ronda (Octavos de final).- Los encuentros se disputarán el día 18 de diciembre de 2024 a las 20 horas. Una cuarta  ronda (Cuartos de final).- Los encuentros se disputarán el día 22 de enero de 2025 a las 20 horas. Semifinal.- Los encuentros se disputarán el día 15 de abril de 2025 en campo de las Veredillas y Valdebernardo a las 20:30 horas. FINAL.- Los encuentros se disputarán el día 30 de abril de 2025 en Las Veredillas, Torrejón de Ardoz.
El Campeón de la final será el equipo que la RFFM propondrá para disputar la fase previa de la Copa de S.M. El Rey.
Equipos clasificados
| Preferente 2023-24 | Primera Aficionado 2023-24 | Segunda Aficionado 2023-24 | Tercera Aficionado 2023-24 |
| --- | --- | --- | --- |
| C. F. San Agustín de Guadalix 3.º (Gr.1) E. D. Moratalaz 4.º (Gr.1) C. D. Vicálvaro 6.º (Gr.1) Unión Zona Norte 7.º (Gr.1) Racing Madrid City 4.º (Gr.2) Real Aranjuez C. F. 7.º (Gr.2) A. D. Villaviciosa de Odón 8.º (Gr.2) | C. D. Electrocor Las Rozas C. F. 1.º (Gr.1) Celtic Castilla C. F. 2.º (Gr.1) Rayo Ciudad Alcobendas C. F. 1.º (Gr.2) Juventud Sanse 2.º (Gr.2) Deportivo Ciempozuelos 1.º (Gr.3) C. F. Inter de Valdemoro 2.º (Gr.3) U. D. Usera 1.º (Gr.4) E. F. At. Casarrubuelos 2.º (Gr.4) | C.D.E. FPA Las Rozas 1.º (Gr.1) Neumáticos Cervantes F. C. 1.º (Gr.2) Fundación C. D. Recuerdo 1.º (Gr.3) E. D. Almudena 1.º (Gr.4) EMF Águilas de Moratalaz 1.º (Gr.5) Pasillo Verde Arganzuela 4.º (Gr.6) A.D.C. Brunete 1.º (Gr.7) C. D. La Avanzada 1.º (Gr.8) | Athletic Club Colmenarejo 1.º (Gr.1) C. D. San Agustín del Guadalix 1.º (Gr.2) C. D. A.F. Alcobendas-Gandario 1.º (Gr.3) Club Ciudad de Henares 1.º (Gr.4) Élite Parla 1.º (Gr.7) C. F. Torrejón de la Calzada 1.º (Gr.8) E. F. Estudiantes Alcorcón 1.º (Gr.10) C. D. Atlético Cañada Alcorcón 7.º (Gr.10) E.F.M.O. Boadilla 1.º (Gr.12) R. C. D. Espanyol de Madrid 1.º (Gr.13) C. D. Olímpico de Hortaleza 1.º (Gr.14) C. D. Barajas 1.º (Gr.15) C.D.E. F. C. Británico de Madrid 1.º (Gr.16) A. D. Nueva Castilla 1.º (Gr.17) A.R.C. Marianistas Amorós 1.º (Gr.19) A. D. Gigantes 1.º (Gr.20) |

Leyenda: (PDA) Primera División Autonómica, (P) Preferente, (1.º) Primera, (2.º) Segunda.

Eliminatoria previa
| Local                                  | Resultado    | Visitante                            |
| -------------------------------------- | ------------ | ------------------------------------ |
| C. D. Barajas (3.º)                    | 0–2          | C. D. San Agustín del Guadalix (3.º) |
| C. D. Olímpico de Hortaleza (3.º)      | 1-1 (4:2 p.) | C. D. Atlético Cañada Alcorcón (3.º) |
| Élite Parla (3.º)                      | 3-0          | C. D. A.F. Alcobendas-Gandario (3.º) |
| Athletic Club Colmenarejo (3.º)        | 3–3 (4:3 p.) | E. F. Estudiantes Alcorcón (3.º)     |
| R. C. D. Espanyol de Madrid (3.º)      | 2–1          | C. F. Torrejón de la Calzada (3.º)   |
| E.F.M.O. Boadilla (3.º)                | 4–1          | A.R.C. Marianistas Amorós (3.º)      |
| A. D. Nueva Castilla (3.º)             | 1–5          | Club Ciudad de Henares (3.º)         |
| C.D.E. F. C. Británico de Madrid (3.º) | 1–4          | A. D. Gigantes (3.º)                 |

#### Eliminatorias 2024-25
Los 16 equipos se clasificaron de la segunda ronda anterior. De estos dieciséis, ocho lograron avanzar a cuartos de final. Posteriormente, cuatro consiguieron el pase a la final four.
|  | Segunda Ronda Dieciseisavos de final | Segunda Ronda Dieciseisavos de final |                                        |                              | Tercera Ronda Octavos de final | Tercera Ronda Octavos de final |  |                                | Cuarta Ronda Cuartos de final           | Cuarta Ronda Cuartos de final           |  |                                       | Final Four                                          | Final Four                                          |  |                          | Final                               | Final                               |  |
|  | 20 de noviembre de 2024              | 20 de noviembre de 2024              |                                        |                              | 18 de diciembre de 2024        | 18 de diciembre de 2024        |  |                                | 22 de enero, 12 y 20 de febrero de 2025 | 22 de enero, 12 y 20 de febrero de 2025 |  |                                       | 15 de abril de 2025 Las Veredillas / Valdebernardo. | 15 de abril de 2025 Las Veredillas / Valdebernardo. |  |                          | 30 de abril de 2025 Las Veredillas. | 30 de abril de 2025 Las Veredillas. |  |
|  |                                      |                                      |                                        |                              |                                |                                |  |                                |                                         |                                         |  |                                       |                                                     |                                                     |  |                          |                                     |                                     |  |
|  |                                      |                                      |                                        |                              |                                |                                |  |                                |                                         |                                         |  |                                       |                                                     |                                                     |  |                          |                                     |                                     |  |
|  | A.D.C. Brunete                       | 1 (4)                                |                                        |                              |                                |                                |  |                                |                                         |                                         |  |                                       |                                                     |                                                     |  |                          |                                     |                                     |  |
|  | A.D.C. Brunete                       | 1 (4)                                |                                        |                              |                                |                                |  |                                |                                         |                                         |  |                                       |                                                     |                                                     |  |                          |                                     |                                     |  |
|  | C. F. Inter de Valdemoro             | 1 (5)                                |                                        |                              |                                |                                |  |                                |                                         |                                         |  |                                       |                                                     |                                                     |  |                          |                                     |                                     |  |
|  | C. F. Inter de Valdemoro             | 1 (5)                                |                                        | C. F. Inter de Valdemoro     | 0                              |                                |  |                                |                                         |                                         |  |                                       |                                                     |                                                     |  |                          |                                     |                                     |  |
|  |                                      |                                      |                                        | C. F. Inter de Valdemoro     | 0                              |                                |  |                                |                                         |                                         |  |                                       |                                                     |                                                     |  |                          |                                     |                                     |  |
|  |                                      |                                      | Deportivo Ciempozuelos                 | 0                            |                                |                                |  |                                |                                         |                                         |  |                                       |                                                     |                                                     |  |                          |                                     |                                     |  |
|  | A. D. Gigantes (3.º)                 | 1                                    | Deportivo Ciempozuelos                 | 0                            |                                |                                |  |                                |                                         |                                         |  |                                       |                                                     |                                                     |  |                          |                                     |                                     |  |
|  | A. D. Gigantes (3.º)                 | 1                                    |                                        |                              |                                |                                |  |                                |                                         |                                         |  |                                       |                                                     |                                                     |  |                          |                                     |                                     |  |
|  | Deportivo Ciempozuelos               | 2                                    |                                        |                              |                                |                                |  |                                |                                         |                                         |  |                                       |                                                     |                                                     |  |                          |                                     |                                     |  |
|  | Deportivo Ciempozuelos               | 2                                    |                                        |                              |                                |                                |  | C. F. Inter de Valdemoro (PDA) | 2                                       |                                         |  |                                       |                                                     |                                                     |  |                          |                                     |                                     |  |
|  |                                      |                                      |                                        |                              |                                |                                |  | C. F. Inter de Valdemoro (PDA) | 2                                       |                                         |  |                                       |                                                     |                                                     |  |                          |                                     |                                     |  |
|  |                                      |                                      | C. D. Electrocor Las Rozas C. F. (PDA) | 0                            |                                |                                |  |                                |                                         |                                         |  |                                       |                                                     |                                                     |  |                          |                                     |                                     |  |
|  | Fundación C. D. Recuerdo (t.s.)      | 3                                    | C. D. Electrocor Las Rozas C. F. (PDA) | 0                            |                                |                                |  |                                |                                         |                                         |  |                                       |                                                     |                                                     |  |                          |                                     |                                     |  |
|  | Fundación C. D. Recuerdo (t.s.)      | 3                                    |                                        |                              |                                |                                |  |                                |                                         |                                         |  |                                       |                                                     |                                                     |  |                          |                                     |                                     |  |
|  | A. D. Villaviciosa de Odón           | 2                                    |                                        |                              |                                |                                |  |                                |                                         |                                         |  |                                       |                                                     |                                                     |  |                          |                                     |                                     |  |
|  | A. D. Villaviciosa de Odón           | 2                                    |                                        | Fundación C. D. Recuerdo     | 1 (3)                          |                                |  |                                |                                         |                                         |  |                                       |                                                     |                                                     |  |                          |                                     |                                     |  |
|  |                                      |                                      |                                        | Fundación C. D. Recuerdo     | 1 (3)                          |                                |  |                                |                                         |                                         |  |                                       |                                                     |                                                     |  |                          |                                     |                                     |  |
|  |                                      |                                      | C. D. Electrocor Las Rozas C. F.       | 1 (4)                        |                                |                                |  |                                |                                         |                                         |  |                                       |                                                     |                                                     |  |                          |                                     |                                     |  |
|  | Neumáticos Cervantes F. C.           | 1                                    | C. D. Electrocor Las Rozas C. F.       | 1 (4)                        |                                |                                |  |                                |                                         |                                         |  |                                       |                                                     |                                                     |  |                          |                                     |                                     |  |
|  | Neumáticos Cervantes F. C.           | 1                                    |                                        |                              |                                |                                |  |                                |                                         |                                         |  |                                       |                                                     |                                                     |  |                          |                                     |                                     |  |
|  | C. D. Electrocor Las Rozas C. F.     | 3                                    |                                        |                              |                                |                                |  |                                |                                         |                                         |  |                                       |                                                     |                                                     |  |                          |                                     |                                     |  |
|  | C. D. Electrocor Las Rozas C. F.     | 3                                    |                                        |                              |                                |                                |  |                                |                                         |                                         |  | C. F. Inter de Valdemoro (PDA) (t.s.) | 2                                                   |                                                     |  |                          |                                     |                                     |  |
|  |                                      |                                      |                                        |                              |                                |                                |  |                                |                                         |                                         |  | C. F. Inter de Valdemoro (PDA) (t.s.) | 2                                                   |                                                     |  |                          |                                     |                                     |  |
|  |                                      |                                      | Celtic Castilla C. F. (PDA)            | 1                            |                                |                                |  |                                |                                         |                                         |  |                                       |                                                     |                                                     |  |                          |                                     |                                     |  |
|  | E. F. At. Casarrubuelos              | 0                                    | Celtic Castilla C. F. (PDA)            | 1                            |                                |                                |  |                                |                                         |                                         |  |                                       |                                                     |                                                     |  |                          |                                     |                                     |  |
|  | E. F. At. Casarrubuelos              | 0                                    |                                        |                              |                                |                                |  |                                |                                         |                                         |  |                                       |                                                     |                                                     |  |                          |                                     |                                     |  |
|  | Celtic Castilla C. F.                | 1                                    |                                        |                              |                                |                                |  |                                |                                         |                                         |  |                                       |                                                     |                                                     |  |                          |                                     |                                     |  |
|  | Celtic Castilla C. F.                | 1                                    |                                        | Celtic Castilla C. F.        | 1                              |                                |  |                                |                                         |                                         |  |                                       |                                                     |                                                     |  |                          |                                     |                                     |  |
|  |                                      |                                      |                                        | Celtic Castilla C. F.        | 1                              |                                |  |                                |                                         |                                         |  |                                       |                                                     |                                                     |  |                          |                                     |                                     |  |
|  |                                      |                                      | C. F. San Agustín de Guadalix (3.º)    | 0                            |                                |                                |  |                                |                                         |                                         |  |                                       |                                                     |                                                     |  |                          |                                     |                                     |  |
|  | C.D.E. FPA Las Rozas                 | 1                                    | C. F. San Agustín de Guadalix (3.º)    | 0                            |                                |                                |  |                                |                                         |                                         |  |                                       |                                                     |                                                     |  |                          |                                     |                                     |  |
|  | C.D.E. FPA Las Rozas                 | 1                                    |                                        |                              |                                |                                |  |                                |                                         |                                         |  |                                       |                                                     |                                                     |  |                          |                                     |                                     |  |
|  | C. F. San Agustín de Guadalix (3.º)  | 2                                    |                                        |                              |                                |                                |  |                                |                                         |                                         |  |                                       |                                                     |                                                     |  |                          |                                     |                                     |  |
|  | C. F. San Agustín de Guadalix (3.º)  | 2                                    |                                        |                              |                                |                                |  | Celtic Castilla C. F. (PDA)    | 2                                       |                                         |  |                                       |                                                     |                                                     |  |                          |                                     |                                     |  |
|  |                                      |                                      |                                        |                              |                                |                                |  | Celtic Castilla C. F. (PDA)    | 2                                       |                                         |  |                                       |                                                     |                                                     |  |                          |                                     |                                     |  |
|  |                                      |                                      | Rayo Ciudad Alcobendas C. F. (PDA)     | 0                            |                                |                                |  |                                |                                         |                                         |  |                                       |                                                     |                                                     |  |                          |                                     |                                     |  |
|  | U. D. Usera                          | 3                                    | Rayo Ciudad Alcobendas C. F. (PDA)     | 0                            |                                |                                |  |                                |                                         |                                         |  |                                       |                                                     |                                                     |  |                          |                                     |                                     |  |
|  | U. D. Usera                          | 3                                    |                                        |                              |                                |                                |  |                                |                                         |                                         |  |                                       |                                                     |                                                     |  |                          |                                     |                                     |  |
|  | Rayo Ciudad Alcobendas C. F.         | 4                                    |                                        |                              |                                |                                |  |                                |                                         |                                         |  |                                       |                                                     |                                                     |  |                          |                                     |                                     |  |
|  | Rayo Ciudad Alcobendas C. F.         | 4                                    |                                        | Rayo Ciudad Alcobendas C. F. | 4                              |                                |  |                                |                                         |                                         |  |                                       |                                                     |                                                     |  |                          |                                     |                                     |  |
|  |                                      |                                      |                                        | Rayo Ciudad Alcobendas C. F. | 4                              |                                |  |                                |                                         |                                         |  |                                       |                                                     |                                                     |  |                          |                                     |                                     |  |
|  |                                      |                                      | Real Aranjuez C. F.                    | 0                            |                                |                                |  |                                |                                         |                                         |  |                                       |                                                     |                                                     |  |                          |                                     |                                     |  |
|  | C. D. Olímpico de Hortaleza (3.º)    | 1                                    | Real Aranjuez C. F.                    | 0                            |                                |                                |  |                                |                                         |                                         |  |                                       |                                                     |                                                     |  |                          |                                     |                                     |  |
|  | C. D. Olímpico de Hortaleza (3.º)    | 1                                    |                                        |                              |                                |                                |  |                                |                                         |                                         |  |                                       |                                                     |                                                     |  |                          |                                     |                                     |  |
|  | Real Aranjuez C. F.                  | 3                                    |                                        |                              |                                |                                |  |                                |                                         |                                         |  |                                       |                                                     |                                                     |  |                          |                                     |                                     |  |
|  | Real Aranjuez C. F.                  | 3                                    |                                        |                              |                                |                                |  |                                |                                         |                                         |  |                                       |                                                     |                                                     |  | C. F. Inter de Valdemoro | 1                                   |                                     |  |
|  |                                      |                                      |                                        |                              |                                |                                |  |                                |                                         |                                         |  |                                       |                                                     |                                                     |  | C. F. Inter de Valdemoro | 1                                   |                                     |  |
|  |                                      |                                      | E. D. Moratalaz                        | 0                            |                                |                                |  |                                |                                         |                                         |  |                                       |                                                     |                                                     |  |                          |                                     |                                     |  |
|  | Athletic Club Colmenarejo (3.º)      | 1                                    | E. D. Moratalaz                        | 0                            |                                |                                |  |                                |                                         |                                         |  |                                       |                                                     |                                                     |  |                          |                                     |                                     |  |
|  | Athletic Club Colmenarejo (3.º)      | 1                                    |                                        |                              |                                |                                |  |                                |                                         |                                         |  |                                       |                                                     |                                                     |  |                          |                                     |                                     |  |
|  | Juventud Sanse                       | 7                                    |                                        |                              |                                |                                |  |                                |                                         |                                         |  |                                       |                                                     |                                                     |  |                          |                                     |                                     |  |
|  | Juventud Sanse                       | 7                                    |                                        | Juventud Sanse               | 2                              |                                |  |                                |                                         |                                         |  |                                       |                                                     |                                                     |  |                          |                                     |                                     |  |
|  |                                      |                                      |                                        | Juventud Sanse               | 2                              |                                |  |                                |                                         |                                         |  |                                       |                                                     |                                                     |  |                          |                                     |                                     |  |
|  |                                      |                                      | C. Pov. Parla Escuela-Fair Play        | 1                            |                                |                                |  |                                |                                         |                                         |  |                                       |                                                     |                                                     |  |                          |                                     |                                     |  |
|  | E. D. Almudena                       | 1                                    | C. Pov. Parla Escuela-Fair Play        | 1                            |                                |                                |  |                                |                                         |                                         |  |                                       |                                                     |                                                     |  |                          |                                     |                                     |  |
|  | E. D. Almudena                       | 1                                    |                                        |                              |                                |                                |  |                                |                                         |                                         |  |                                       |                                                     |                                                     |  |                          |                                     |                                     |  |
|  | C. P. Parla Escuela-Fair Play        | 3                                    |                                        |                              |                                |                                |  |                                |                                         |                                         |  |                                       |                                                     |                                                     |  |                          |                                     |                                     |  |
|  | C. P. Parla Escuela-Fair Play        | 3                                    |                                        |                              |                                |                                |  | Juventud Sanse (PDA)           | 4                                       |                                         |  |                                       |                                                     |                                                     |  |                          |                                     |                                     |  |
|  |                                      |                                      |                                        |                              |                                |                                |  | Juventud Sanse (PDA)           | 4                                       |                                         |  |                                       |                                                     |                                                     |  |                          |                                     |                                     |  |
|  |                                      |                                      | Racing Madrid City (PDA)               | 2                            |                                |                                |  |                                |                                         |                                         |  |                                       |                                                     |                                                     |  |                          |                                     |                                     |  |
|  | Pasillo Verde Arganzuela             | 1                                    | Racing Madrid City (PDA)               | 2                            |                                |                                |  |                                |                                         |                                         |  |                                       |                                                     |                                                     |  |                          |                                     |                                     |  |
|  | Pasillo Verde Arganzuela             | 1                                    |                                        |                              |                                |                                |  |                                |                                         |                                         |  |                                       |                                                     |                                                     |  |                          |                                     |                                     |  |
|  | EMF Águilas de Moratalaz             | 0                                    |                                        |                              |                                |                                |  |                                |                                         |                                         |  |                                       |                                                     |                                                     |  |                          |                                     |                                     |  |
|  | EMF Águilas de Moratalaz             | 0                                    |                                        | Pasillo Verde Arganzuela     | 0                              |                                |  |                                |                                         |                                         |  |                                       |                                                     |                                                     |  |                          |                                     |                                     |  |
|  |                                      |                                      |                                        | Pasillo Verde Arganzuela     | 0                              |                                |  |                                |                                         |                                         |  |                                       |                                                     |                                                     |  |                          |                                     |                                     |  |
|  |                                      |                                      | Racing Madrid City                     | 1                            |                                |                                |  |                                |                                         |                                         |  |                                       |                                                     |                                                     |  |                          |                                     |                                     |  |
|  | C. D. Guadalix de la Sierra          | 0                                    | Racing Madrid City                     | 1                            |                                |                                |  |                                |                                         |                                         |  |                                       |                                                     |                                                     |  |                          |                                     |                                     |  |
|  | C. D. Guadalix de la Sierra          | 0                                    |                                        |                              |                                |                                |  |                                |                                         |                                         |  |                                       |                                                     |                                                     |  |                          |                                     |                                     |  |
|  | Racing Madrid City                   | 6                                    |                                        |                              |                                |                                |  |                                |                                         |                                         |  |                                       |                                                     |                                                     |  |                          |                                     |                                     |  |
|  | Racing Madrid City                   | 6                                    |                                        |                              |                                |                                |  |                                |                                         |                                         |  | Juventud Sanse (PDA)                  | 0                                                   |                                                     |  |                          |                                     |                                     |  |
|  |                                      |                                      |                                        |                              |                                |                                |  |                                |                                         |                                         |  | Juventud Sanse (PDA)                  | 0                                                   |                                                     |  |                          |                                     |                                     |  |
|  |                                      |                                      | E. D. Moratalaz (PDA)                  | 2                            |                                |                                |  |                                |                                         |                                         |  |                                       |                                                     |                                                     |  |                          |                                     |                                     |  |
|  | C. D. La Avanzada                    | 0                                    | E. D. Moratalaz (PDA)                  | 2                            |                                |                                |  |                                |                                         |                                         |  |                                       |                                                     |                                                     |  |                          |                                     |                                     |  |
|  | C. D. La Avanzada                    | 0                                    |                                        |                              |                                |                                |  |                                |                                         |                                         |  |                                       |                                                     |                                                     |  |                          |                                     |                                     |  |
|  | Unión Zona Norte                     | 2                                    |                                        |                              |                                |                                |  |                                |                                         |                                         |  |                                       |                                                     |                                                     |  |                          |                                     |                                     |  |
|  | Unión Zona Norte                     | 2                                    |                                        | Unión Zona Norte             | 1                              |                                |  |                                |                                         |                                         |  |                                       |                                                     |                                                     |  |                          |                                     |                                     |  |
|  |                                      |                                      |                                        | Unión Zona Norte             | 1                              |                                |  |                                |                                         |                                         |  |                                       |                                                     |                                                     |  |                          |                                     |                                     |  |
|  |                                      |                                      | C. D. Vicálvaro (t.s.)                 | 3                            |                                |                                |  |                                |                                         |                                         |  |                                       |                                                     |                                                     |  |                          |                                     |                                     |  |
|  | E.M.F.O. Boadilla (3.º)              | 1                                    | C. D. Vicálvaro (t.s.)                 | 3                            |                                |                                |  |                                |                                         |                                         |  |                                       |                                                     |                                                     |  |                          |                                     |                                     |  |
|  | E.M.F.O. Boadilla (3.º)              | 1                                    |                                        |                              |                                |                                |  |                                |                                         |                                         |  |                                       |                                                     |                                                     |  |                          |                                     |                                     |  |
|  | C. D. Vicálvaro                      | 3                                    |                                        |                              |                                |                                |  |                                |                                         |                                         |  |                                       |                                                     |                                                     |  |                          |                                     |                                     |  |
|  | C. D. Vicálvaro                      | 3                                    |                                        |                              |                                |                                |  | C. D. Vicálvaro (PDA)          | 1                                       |                                         |  |                                       |                                                     |                                                     |  |                          |                                     |                                     |  |
|  |                                      |                                      |                                        |                              |                                |                                |  | C. D. Vicálvaro (PDA)          | 1                                       |                                         |  |                                       |                                                     |                                                     |  |                          |                                     |                                     |  |
|  |                                      |                                      | E. D. Moratalaz (PDA) (t.s.)           | 3                            |                                |                                |  |                                |                                         |                                         |  |                                       |                                                     |                                                     |  |                          |                                     |                                     |  |
|  | Club Ciudad Henares (3.º)            | 2                                    | E. D. Moratalaz (PDA) (t.s.)           | 3                            |                                |                                |  |                                |                                         |                                         |  |                                       |                                                     |                                                     |  |                          |                                     |                                     |  |
|  | Club Ciudad Henares (3.º)            | 2                                    |                                        |                              |                                |                                |  |                                |                                         |                                         |  |                                       |                                                     |                                                     |  |                          |                                     |                                     |  |
|  | C. D. E. Élite Parla (3.º) (t.s.)    | 3                                    |                                        |                              |                                |                                |  |                                |                                         |                                         |  |                                       |                                                     |                                                     |  |                          |                                     |                                     |  |
|  | C. D. E. Élite Parla (3.º) (t.s.)    | 3                                    |                                        | C. D. E. Élite Parla (3.º)   | 1                              |                                |  |                                |                                         |                                         |  |                                       |                                                     |                                                     |  |                          |                                     |                                     |  |
|  |                                      |                                      |                                        | C. D. E. Élite Parla (3.º)   | 1                              |                                |  |                                |                                         |                                         |  |                                       |                                                     |                                                     |  |                          |                                     |                                     |  |
|  |                                      |                                      | E. D. Moratalaz                        | 3                            |                                |                                |  |                                |                                         |                                         |  |                                       |                                                     |                                                     |  |                          |                                     |                                     |  |
|  | R. C. D. Espanyol de Madrid (3.º)    | 0                                    | E. D. Moratalaz                        | 3                            |                                |                                |  |                                |                                         |                                         |  |                                       |                                                     |                                                     |  |                          |                                     |                                     |  |
|  | R. C. D. Espanyol de Madrid (3.º)    | 0                                    |                                        |                              |                                |                                |  |                                |                                         |                                         |  |                                       |                                                     |                                                     |  |                          |                                     |                                     |  |
|  | E. D. Moratalaz                      | 1                                    |                                        |                              |                                |                                |  |                                |                                         |                                         |  |                                       |                                                     |                                                     |  |                          |                                     |                                     |  |
|  | E. D. Moratalaz                      | 1                                    |                                        |                              |                                |                                |  |                                |                                         |                                         |  |                                       |                                                     |                                                     |  |                          |                                     |                                     |  |
|  |                                      |                                      |                                        |                              |                                |                                |  |                                |                                         |                                         |  |                                       |                                                     |                                                     |  |                          |                                     |                                     |  |

Temporada 2024-25
Se inició el 28 de agosto en su cuarta edición con tres jornadas de fase de grupos (28 de agosto, 1 y 4 de septiembre) y una última para la final, el domingo 8 de septiembre
La disputaron los cuatro mejores clasificados de los dos grupos de Regional Preferente de la temporada 2023-24 que no lograron el ascenso a Tercera Federación, excluyendo equipos que ostenten condición de dependencia o filialidad.
De esta forma, los cuatro equipos del grupo 1 de Preferente con el derecho a competir fueron los clasificados entre los puestos 3.º y 7.º, a excepción de Las Rozas C. F. "B", quinto clasificado, por su condición de filial (C. F. San Agustín de Guadalix, E. D. Moratalaz, C. D. Vicálvaro y C. U. Zona Norte).
Del grupo 2 de Preferente, por su parte, compitieron los clasificados entre el puesto 4.º al 7.º, ya que C. D. El Álamo finalmente ascendió como mejor tercero para cubrir la vacante del ascenso del C. D. Colonia Moscardó a Segunda Federación (Racing Madrid City, C. P. Parla Escuela-Fair Play, Real Aranjuez y A. D. Villaviciosa de Odón).
Fase de Grupos
Grupo A
| Equipo                        | PJ | G | E | P | GF | GC | DG | Pts |
| ----------------------------- | -- | - | - | - | -- | -- | -- | --- |
| C. F. San Agustín de Guadalix | 3  | 2 | 1 | 0 | 4  | 2  | +2 | 7   |
| Real Aranjuez                 | 3  | 1 | 1 | 1 | 5  | 3  | +2 | 4   |
| C. D. Vicálvaro               | 3  | 1 | 0 | 2 | 4  | 6  | -2 | 3   |
| A. D. Villaviciosa de Odón    | 3  | 1 | 0 | 2 | 3  | 5  | -2 | 3   |

Resultados
Jornada 1 (28/8/2024)
| Local                      | Resultado | Visitante                     |
| -------------------------- | --------- | ----------------------------- |
| A. D. Villaviciosa de Odón | 1–0       | Real Aranjuez                 |
| C. D. Vicálvaro            | 0–1       | C. F. San Agustín de Guadalix |

Jornada 2 (1/9/2024)
| Local                         | Resultado | Visitante                  |
| ----------------------------- | --------- | -------------------------- |
| C. F. San Agustín de Guadalix | 3–2       | A. D. Villaviciosa de Odón |
| Real Aranjuez                 | 5–2       | C. D. Vicálvaro            |

Jornada 3 (4/9/2024)
| Local                      | Resultado | Visitante                     |
| -------------------------- | --------- | ----------------------------- |
| Real Aranjuez              | 0–0       | C. F. San Agustín de Guadalix |
| A. D. Villaviciosa de Odón | 0–2       | C. D. Vicálvaro               |

Grupo B
| Equipo                        | PJ | G | E | P | GF | GC | DG | Pts |
| ----------------------------- | -- | - | - | - | -- | -- | -- | --- |
| C. P. Parla Escuela-Fair Play | 3  | 2 | 1 | 0 | 7  | 4  | +3 | 7   |
| E. D. Moratalaz               | 3  | 1 | 2 | 0 | 4  | 3  | +1 | 5   |
| Racing Madrid City            | 3  | 1 | 1 | 1 | 5  | 6  | -1 | 4   |
| C. U. Zona Norte              | 3  | 0 | 0 | 3 | 5  | 8  | -3 | 0   |

Resultados
Jornada 1 (28/8/2024)
| Local              | Resultado | Visitante                     |
| ------------------ | --------- | ----------------------------- |
| Racing Madrid City | 0–2       | C. P. Parla Escuela-Fair Play |
| E. D. Moratalaz    | 1–0       | C. U. Zona Norte              |

Jornada 2 (1/9/2024)
| Local                         | Resultado | Visitante          |
| ----------------------------- | --------- | ------------------ |
| C. U. Zona Norte              | 3–4       | Racing Madrid City |
| C. P. Parla Escuela-Fair Play | 2–2       | E. D. Moratalaz    |

Jornada 3 (4/9/2024)
| Local                         | Resultado | Visitante        |
| ----------------------------- | --------- | ---------------- |
| C. P. Parla Escuela-Fair Play | 3–2       | C. U. Zona Norte |
| Racing Madrid City            | 1–1       | E. D. Moratalaz  |

Final

Se disputó, el día 8/9/2024, en los Campos de fútbol Ernesto Cotorruelo de Madrid.
| Local                         | Resultado | Visitante                     |
| ----------------------------- | --------- | ----------------------------- |
| C. F. San Agustín de Guadalix | 0–3       | C. P. Parla Escuela-Fair Play |

| Campeón C. P. Parla Escuela-Fair Play 1° Título |

Temporada 2023-24
Se disputó del 23 de agosto al 3 de septiembre cuando ocho equipos competirán en la tercera edición con tres jornadas de fase de grupos (23, 27 y 30 de agosto) y una última para la final (3 de septiembre).
Fue disputada por los cuatro mejores clasificados de los dos grupos de la Regional Preferente que en la temporada 2022-23 no lograron el ascenso a Tercera Federación, excluyendo equipos que ostenten condición de dependencia o filialidad.
De esta forma, los cuatro equipos del grupo 1 de Preferente con el derecho a competir fueron los clasificados entre los puestos 3.º y 6.º (C. F. San Agustín de Guadalix, C. U. Zona Norte, E. D. Moratalaz y Aravaca C. F.).
En el grupo 2 de Preferente, por su parte, fueron los clasificados entre el puesto 3.º al 7.º (a excepción del 4.º) (C. P. Parla Escuela-Fair Play, C. D. El Álamo, A. D. Villaviciosa de Odón y Real Carabanchel) los que participaron. Hay que tener en cuenta que el C. D. Móstoles URJC "B" finalizó 4.º la temporada pasada y no pudo participar por su condición de filial.
Fase de Grupos
Grupo A
| Equipo                        | PJ | G | E | P | GF | GC | DG | Pts |
| ----------------------------- | -- | - | - | - | -- | -- | -- | --- |
| A. D. Villaviciosa de Odón    | 3  | 1 | 1 | 1 | 4  | 3  | +1 | 4   |
| C. U. Zona Norte*             | 3  | 1 | 1 | 1 | 3  | 3  | 0  | 4   |
| C. P. Parla Escuela-Fair Play | 3  | 1 | 1 | 1 | 5  | 5  | 0  | 4   |
| Aravaca C. F.                 | 3  | 1 | 1 | 1 | 5  | 6  | -1 | 4   |

(*)  Debido al cuádruple empate a puntos pasa a la final, por resolución del Juez de Competición, el de menor número de tarjetas amarillas.
Resultados
Jornada 1 (23/8/2023)
| Local                      | Resultado | Visitante               |
| -------------------------- | --------- | ----------------------- |
| C. U. Zona Norte           | 1-1       | Aravaca C. F.           |
| A. D. Villaviciosa de Odón | 1-1       | Parla Escuela-Fair Play |

Jornada 2 (27/8/2023)
| Local                   | Resultado | Visitante                  |
| ----------------------- | --------- | -------------------------- |
| Aravaca C. F.           | 1-3       | A. D. Villaviciosa de Odón |
| Parla Escuela-Fair Play | 2-1       | C. U. Zona Norte           |

Jornada 3 (30/8/2023)
| Local            | Resultado | Visitante                  |
| ---------------- | --------- | -------------------------- |
| C. U. Zona Norte | 1-0       | A. D. Villaviciosa de Odón |
| Aravaca C. F.    | 3-2       | Parla Escuela-Fair Play    |

Grupo B
| Equipo                        | PJ | G | E | P | GF | GC | DG | Pts |
| ----------------------------- | -- | - | - | - | -- | -- | -- | --- |
| E. D. Moratalaz               | 3  | 2 | 0 | 1 | 4  | 3  | +1 | 6   |
| Real Carabanchel              | 3  | 1 | 1 | 1 | 3  | 3  | 0  | 4   |
| C. F. San Agustín de Guadalix | 3  | 1 | 1 | 1 | 4  | 5  | -1 | 4   |
| C. D. El Álamo                | 3  | 1 | 0 | 2 | 5  | 5  | 0  | 3   |

Resultados
Jornada 1 (23/8/2023)
| Local            | Resultado | Visitante                     |
| ---------------- | --------- | ----------------------------- |
| Real Carabanchel | 1-0       | C. D. El Álamo                |
| E. D. Moratalaz  | 0-1       | C. F. San Agustín de Guadalix |

Jornada 2 (27/8/2023)
| Local                         | Resultado | Visitante        |
| ----------------------------- | --------- | ---------------- |
| C. D. El Álamo                | 1-2       | E. D. Moratalaz  |
| C. F. San Agustín de Guadalix | 1-1       | Real Carabanchel |

Jornada 3 (30/8/2023)
| Local            | Resultado | Visitante                     |
| ---------------- | --------- | ----------------------------- |
| Real Carabanchel | 1-2       | E. D. Moratalaz               |
| C. D. El Álamo   | 4-2       | C. F. San Agustín de Guadalix |

Final

Se disputó, el día 3/9/2023, en los Campos de fútbol Ernesto Cotorruelo de Madrid.
| Local           | Resultado | Visitante        |
| --------------- | --------- | ---------------- |
| E. D. Moratalaz | 0–2       | C. U. Zona Norte |

| Campeón Club Unión Zona Norte 1.° Título |

Temporada 2022-23
Se disputó del 21 de agosto al 4 de septiembre cuando ocho equipos compitieron en la segunda edición con tres jornadas de fase de grupos (21, 24 y 28 de agosto) y una última para la final (4 de septiembre). 
De esta forma, los cuatro equipos del grupo 1 con el derecho a competir fueron los clasificados entre los puestos 4.º y 7.º (F.C. Villanueva del Pardillo, E. F. Concepción, A. D. Colmenar Viejo y C. F. San Agustín del Guadalix). El tercer clasificado fue un equipo filial (U. D. San Sebastián de los Reyes "B"). 
En el grupo 2, por su parte, fueron los clasificados entre el puesto 3.º al 6.º (Móstoles C. F., Atlético de Pinto, Parla Escuela-Fair Play y C. D. Los Yébenes San Bruno) los que participaron.
Fase de Grupos
Grupo A
| Equipo                        | PJ | G | E | P | GF | GC | DG | Pts |
| ----------------------------- | -- | - | - | - | -- | -- | -- | --- |
| Atlético de Pinto             | 3  | 2 | 1 | 0 | 7  | 2  | +5 | 7   |
| F. C. Villanueva del Pardillo | 3  | 2 | 0 | 1 | 6  | 4  | +2 | 6   |
| A. D. Colmenar Viejo          | 3  | 1 | 0 | 2 | 4  | 8  | -4 | 3   |
| Parla Escuela-Fair Play       | 3  | 0 | 1 | 2 | 3  | 6  | -3 | 1   |

Resultados
Jornada 1 (21/8/2022)
| Local                   | Resultado | Visitante                     |
| ----------------------- | --------- | ----------------------------- |
| Atlético de Pinto       | 3-0       | F. C. Villanueva del Pardillo |
| Parla Escuela-Fair Play | 1-3       | A. D. Colmenar Viejo          |

Jornada 2 (24/8/2022)
| Local                   | Resultado | Visitante                     |
| ----------------------- | --------- | ----------------------------- |
| Parla Escuela-Fair Play | 1-2       | F. C. Villanueva del Pardillo |
| A. D. Colmenar Viejo    | 1-3       | Atlético de Pinto             |

Jornada 3 (28/8/2022)
| Local                         | Resultado | Visitante               |
| ----------------------------- | --------- | ----------------------- |
| F. C. Villanueva del Pardillo | 4-0       | A. D. Colmenar Viejo    |
| Atlético de Pinto             | 1-1       | Parla Escuela-Fair Play |

Grupo B
| Equipo                         | PJ | G | E | P | GF | GC | DG | Pts |
| ------------------------------ | -- | - | - | - | -- | -- | -- | --- |
| C. D. Los Yébenes San Bruno    | 3  | 2 | 0 | 1 | 9  | 3  | +7 | 6   |
| E. F. Concepción               | 3  | 1 | 2 | 0 | 4  | 3  | +1 | 5   |
| C. F. San Agustín del Guadalix | 3  | 1 | 1 | 1 | 4  | 7  | -3 | 4   |
| Móstoles C. F.                 | 3  | 0 | 1 | 2 | 2  | 6  | -4 | 1   |

Resultados
Jornada 1 (21/8/2022)
| Local                          | Resultado | Visitante        |
| ------------------------------ | --------- | ---------------- |
| C. D. Los Yébenes San Bruno    | 3-0       | Móstoles C. F.   |
| C. F. San Agustín del Guadalix | 1-1       | E. F. Concepción |

Jornada 2 (24/8/2022)
| Local                          | Resultado | Visitante                   |
| ------------------------------ | --------- | --------------------------- |
| C. F. San Agustín del Guadalix | 2-1       | Móstoles C. F.              |
| E. F. Concepción               | 2-1       | C. D. Los Yébenes San Bruno |

Jornada 3 (28/8/2022)
| Local                       | Resultado | Visitante                      |
| --------------------------- | --------- | ------------------------------ |
| Móstoles C. F.              | 1-1       | E. F. Concepción               |
| C. D. Los Yébenes San Bruno | 5-1       | C. F. San Agustín del Guadalix |

Final
Se disputó, el día 4/9/2022, en los Campos de fútbol Ernesto Cotorruelo de Madrid.
| Local             | Resultado  | Visitante                   |
| ----------------- | ---------- | --------------------------- |
| Atlético de Pinto | 1-2 (t.s.) | C. D. Los Yébenes San Bruno |

| Campeón Club Deportivo Los Yébenes San Bruno 1.° Título |

Temporada 2021-22
Compitieron los ocho mejor clasificados, en los dos grupos, de Preferente en la temporada 2020-21 que no ascendieron: C. F. San Agustín de Guadalix, A. D. Colmenar Viejo, E. F. Ciudad de Getafe y C. D. Móstoles URJC "B" (Grupo A) y C. F. Fuenlabrada "B", E. D. Moratalaz "B", Alcobendas C. F. y La Moraleja C. F. (Grupo B).
Se disputó entre el 28 de agosto y 12 de septiembre, ya que la liga se inició el 19 de septiembre. Se jugó la fase de grupos en tres jornadas en campo de los equipos, según sorteo, y la final se disputó el domingo 12 de septiembre en campo federativo a las 11:00 horas.
Fase de Grupos
Grupo A
| Equipo                        | PJ | G | E | P | GF | GC | DG | Pts |
| ----------------------------- | -- | - | - | - | -- | -- | -- | --- |
| C. F. San Agustín de Guadalix | 3  | 3 | 0 | 0 | 9  | 5  | +4 | 9   |
| E. F. Ciudad de Getafe        | 3  | 2 | 0 | 1 | 6  | 2  | +4 | 6   |
| A. D. Colmenar Viejo          | 3  | 1 | 0 | 2 | 3  | 7  | -4 | 3   |
| C. D. Móstoles URJC "B"       | 3  | 0 | 0 | 3 | 3  | 7  | -4 | 0   |

Resultados
Jornada 1 (29/8/2021)
| Local                         | Resultado | Visitante               |
| ----------------------------- | --------- | ----------------------- |
| C. F. San Agustín de Guadalix | 3-2       | A. D. Colmenar Viejo    |
| E. F. Ciudad de Getafe        | 2-0       | C. D. Móstoles URJC "B" |

Jornada 2 (1/9/2021)
| Local                   | Resultado | Visitante                     |
| ----------------------- | --------- | ----------------------------- |
| E. F. Ciudad de Getafe  | 4-0       | A. D. Colmenar Viejo          |
| C. D. Móstoles URJC "B" | 3-4       | C. F. San Agustín de Guadalix |

Jornada 3 (5/9/2021)
| Local                         | Resultado | Visitante               |
| ----------------------------- | --------- | ----------------------- |
| A. D. Colmenar Viejo          | 1-0       | C. D. Móstoles URJC "B" |
| C. F. San Agustín de Guadalix | 2-0       | E. F. Ciudad de Getafe  |

Grupo B
| Equipo                | PJ | G | E | P | GF | GC | DG | Pts |
| --------------------- | -- | - | - | - | -- | -- | -- | --- |
| La Moraleja C. F.     | 3  | 2 | 1 | 0 | 5  | 2  | +3 | 7   |
| C. F. Fuenlabrada "B" | 3  | 2 | 0 | 1 | 6  | 2  | +4 | 6   |
| Alcobendas C. F.      | 3  | 0 | 2 | 1 | 4  | 6  | -2 | 2   |
| E. D. Moratalaz "B"   | 3  | 0 | 1 | 2 | 3  | 8  | -5 | 1   |

Resultados
Jornada 1 (29/8/2021)
| Local                 | Resultado | Visitante           |
| --------------------- | --------- | ------------------- |
| C. F. Fuenlabrada "B" | 3-0       | E. D. Moratalaz "B" |
| La Moraleja C. F.     | 1-1       | Alcobendas C. F.    |

Jornada 2 (1/9/2021)
| Local             | Resultado | Visitante             |
| ----------------- | --------- | --------------------- |
| La Moraleja C. F. | 3-1       | E. D. Moratalaz "B"   |
| Alcobendas C. F.  | 1-3       | C. F. Fuenlabrada "B" |

Jornada 3 (5/9/2021)
| Local                 | Resultado | Visitante         |
| --------------------- | --------- | ----------------- |
| E. D. Moratalaz "B"   | 2-2       | Alcobendas C. F.  |
| C. F. Fuenlabrada "B" | 0-1       | La Moraleja C. F. |

Final

Se disputó, el día 12/9/2021, en el Campo Valdebernardo de Madrid.
| Local                         | Resultado      | Visitante         |
| ----------------------------- | -------------- | ----------------- |
| C. F. San Agustín de Guadalix | 1–1 (9-8 pen.) | La Moraleja C. F. |

| Campeón Club de Fútbol San Agustín de Guadalix 1.° Título |

## Temporada 2024-25

### Grupo 1

#### Equipos
| Club                                | Ciudad                     | Estadio                                 |
| ----------------------------------- | -------------------------- | --------------------------------------- |
| Celtic Castilla C.F.                | Madrid                     | Canal de Isabel II                      |
| A.D. Colmenar Viejo                 | Colmenar Viejo             | Municipal de Deportes Alberto Ruíz      |
| C.D. Coslada                        | Coslada                    | El Olivo                                |
| C.D. Daganzo                        | Daganzo de Arriba          | Francisco Javier López                  |
| C.D. Electrocor Las Rozas           | Las Rozas de Madrid        | El Abajón                               |
| Juventud Sanse                      | San Sebastián de los Reyes | Gabriel Pedregal (Antigua Dehesa Vieja) |
| La Moraleja C.F.                    | Alcobendas                 | Polideportivo José Caballero            |
| Las Rozas C.F. "B"                  | Las Rozas de Madrid        | Dehesa de Navalcarbón                   |
| E.D. Moratalaz                      | Madrid                     | La Dehesa de Moratalaz                  |
| C.F. Pozuelo de Alarcón             | Pozuelo de Alarcón         | Valle de las Cañas                      |
| Rayo Ciudad Alcobendas C.F.         | Alcobendas                 | Ciudad Deportiva Valdelasfuentes        |
| Robledo C.F.                        | Robledo de Chavela         | Municipal Robledo de Chavela            |
| C.F. San Agustín del Guadalix       | San Agustín del Guadalix   | San Agustín del Guadalix                |
| C.D. San Fernando                   | San Fernando de Henares    | Santiago del Pino                       |
| U.D. San Sebastián de los Reyes "B" | San Sebastián de los Reyes | La Dehesa Vieja                         |
| A.D. Torrejón C.F. "B"              | Torrejón de Ardoz          | Municipal Las Veredillas                |
| A.D. Unión Adarve "B"               | Madrid                     | Vereda de Ganapanes                     |
| Unión Zona Norte                    | Madrid                     | Polideportivo La Cabrera                |

##### Clasificación
| Pos. | Equipo                              | Pts. | PJ | G  | E  | P  | GF | GC | Dif. | Notas                             |
| ---- | ----------------------------------- | ---- | -- | -- | -- | -- | -- | -- | ---- | --------------------------------- |
| 1    | U.D. San Sebastián de los Reyes "B" | 68   | 34 | 20 | 8  | 6  | 77 | 36 | +41  | Ascenso a Tercera Federación      |
| 2    | C.F. Pozuelo de Alarcón             | 66   | 34 | 19 | 9  | 6  | 59 | 35 | +24  | Ascenso a Tercera Federación      |
| 3    | A.D. Colmenar Viejo                 | 66   | 34 | 20 | 6  | 8  | 65 | 30 | +35  |                                   |
| 4    | C.F. San Agustín del Guadalix       | 57   | 34 | 17 | 6  | 11 | 46 | 37 | +9   |                                   |
| 5    | Las Rozas C.F. "B"                  | 57   | 34 | 17 | 6  | 11 | 55 | 33 | +22  |                                   |
| 6    | Unión Zona Norte                    | 55   | 34 | 16 | 7  | 11 | 50 | 48 | +2   |                                   |
| 7    | C.D. San Fernando                   | 54   | 34 | 15 | 9  | 10 | 54 | 43 | +11  |                                   |
| 8    | Rayo Ciudad Alcobendas C.F.         | 52   | 34 | 13 | 13 | 8  | 66 | 48 | +18  |                                   |
| 9    | C.D. Daganzo                        | 49   | 34 | 13 | 10 | 11 | 46 | 47 | −1   |                                   |
| 10   | Robledo C.F.                        | 48   | 34 | 13 | 9  | 12 | 55 | 67 | −12  |                                   |
| 11   | A.D. Unión Adarve "B"               | 46   | 34 | 13 | 7  | 14 | 49 | 46 | +3   |                                   |
| 12   | C.D. Coslada                        | 43   | 34 | 11 | 10 | 13 | 51 | 48 | +3   |                                   |
| 13   | E.D. Moratalaz                      | 41   | 34 | 10 | 11 | 13 | 40 | 43 | −3   |                                   |
| 14   | A.D. Torrejón C.F. "B"              | 36   | 34 | 10 | 6  | 18 | 41 | 62 | −21  |                                   |
| 15   | Juventud Sanse                      | 35   | 34 | 11 | 2  | 21 | 37 | 69 | −32  | Descenso a Primera de Aficionados |
| 16   | C.D. Electrocor Las Rozas           | 27   | 34 | 6  | 9  | 19 | 37 | 71 | −34  | Descenso a Primera de Aficionados |
| 17   | Celtic Castilla C.F.                | 24   | 34 | 5  | 9  | 20 | 39 | 73 | −34  | Descenso a Primera de Aficionados |
| 18   | La Moraleja C.F.                    | 22   | 34 | 5  | 7  | 22 | 38 | 69 | −31  | Descenso a Primera de Aficionados |

 Fuente: Fútbol Regional

### Grupo 2

#### Equipos
| Club                               | Ciudad               | Estadio                           |
| ---------------------------------- | -------------------- | --------------------------------- |
| C.D. Campamento                    | Madrid               | Asociación Vecinal de Orcasitas   |
| E.F. Ciudad de Getafe              | Getafe               | Juan de la Cierva                 |
| Deportivo Ciempozuelos             | Ciempozuelos         | Peñuelas                          |
| C.D. Fortuna                       | Leganés              | La Fortuna                        |
| C.D.E. Fuenlabrada Promesas Vivero | Moraleja de Enmedio  | La Dehesa                         |
| C.F. Inter de Valdemoro            | Valdemoro            | Polideportivo El Restón           |
| C.D. Los Yébenes - San Bruno       | Madrid               | Eustasio Casallo                  |
| C.D. Móstoles URJC "B"             | Móstoles             | Iker Casillas                     |
| Móstoles C.F.                      | Móstoles             | Andrés Torrejón                   |
| C.D.A. Navalcarnero "B"            | Navalcarnero         | Mariano González                  |
| C.P. Parla Escuela-Fair Play       | Parla                | Las Américas                      |
| Racing Ciudad de Madrid            | Madrid               | Asociación Vecinal de Orcasitas   |
| Real Aranjuez C.F.                 | Aranjuez             | Las Olivas                        |
| C.D.B. Siello F.C.                 | Madrid               | Asociación Vecinal de Orcasitas   |
| C.D.E. Sitio de Aranjuez           | Aranjuez             | Las Olivas                        |
| U.D. Usera                         | Madrid               | Municipal La Chimenea             |
| C.D. Vicálvaro                     | Madrid               | Valdebernardo                     |
| A.D. Villaviciosa de Odón          | Villaviciosa de Odón | Municipal de Villaviciosa de Odón |

##### Clasificación
| Pos. | Equipo                       | Pts. | PJ | G  | E  | P  | GF | GC | Dif. | Notas                             |
| ---- | ---------------------------- | ---- | -- | -- | -- | -- | -- | -- | ---- | --------------------------------- |
| 1    | Racing Madrid 1914 F.C.      | 40   | 17 | 12 | 4  | 1  | 26 | 13 | +13  | Ascenso a Tercera Federación      |
| 2    | C.D.B. Siello F.C.           | 28   | 17 | 8  | 4  | 5  | 32 | 21 | +11  | Ascenso a Tercera Federación      |
| 3    | Real Aranjuez C.F.           | 34   | 17 | 10 | 4  | 3  | 31 | 19 | +12  |                                   |
| 4    | U.D. Usera                   | 27   | 17 | 6  | 9  | 2  | 32 | 19 | +13  |                                   |
| 5    | A.D. Villaviciosa de Odón    | 19   | 17 | 4  | 7  | 6  | 17 | 23 | −6   |                                   |
| 6    | C.D. Vicálvaro               | 28   | 17 | 8  | 4  | 5  | 24 | 18 | +6   |                                   |
| 7    | C.F. Inter de Valdemoro      | 50   | 34 | 13 | 11 | 10 | 50 | 39 | +11  |                                   |
| 8    | C.D. Campamento              | 49   | 34 | 13 | 10 | 11 | 57 | 50 | +7   |                                   |
| 9    | FPV                          | 0    | 0  | 0  | 0  | 0  | 0  | 0  | 0    |                                   |
| 10   | C.P. Parla Escuela           | 24   | 17 | 5  | 9  | 3  | 23 | 14 | +9   |                                   |
| 11   | C.D.A. Navalcarnero "B"      | 19   | 17 | 4  | 7  | 6  | 14 | 23 | −9   |                                   |
| 12   | MJC                          | 0    | 0  | 0  | 0  | 0  | 0  | 0  | 0    |                                   |
| 13   | CIE                          | 0    | 0  | 0  | 0  | 0  | 0  | 0  | 0    |                                   |
| 14   | FOR                          | 0    | 0  | 0  | 0  | 0  | 0  | 0  | 0    |                                   |
| 15   | CDG                          | 0    | 0  | 0  | 0  | 0  | 0  | 0  | 0    | Descenso a Primera de Aficionados |
| 16   | C.D. Los Yébenes - San Bruno | 18   | 17 | 5  | 3  | 9  | 27 | 34 | −7   | Descenso a Primera de Aficionados |
| 17   | MCF                          | 0    | 0  | 0  | 0  | 0  | 0  | 0  | 0    | Descenso a Primera de Aficionados |
| 18   | Sitio de Aranjuez C.F.       | 14   | 17 | 3  | 5  | 9  | 26 | 49 | −23  | Descenso a Primera de Aficionados |

 Fuente: Fútbol Regional

## Estructura de categorías en la Comunidad de Madrid para la temporada 2023-24
| 1.ª | Primera División                   | 4 equipos   |
| 2.ª | Segunda División                   | 2 equipos   |
| 3.ª | Primera Federación                 | 4 equipos   |
| 4.ª | Segunda Federación                 | 4 equipos   |
| 5.ª | Tercera Federación                 | 18 equipos  |
| 6.ª | Regional Preferente de Aficionados | 36 equipos  |
| 7.ª | Primera Categoría de Aficionados   | 80 equipos  |
| 8.ª | Segunda Categoría de Aficionados   | 152 equipos |
| 9.ª | Tercera Categoría de Aficionados   | 240 equipos |

## Temporadas pasadas
- 2006-07
- 2007-08